# Tashi Namgyal
Tashi Namgyal (født 26. oktober 1893, død 2. december 1963) var Chogyal i Sikkim fra 1914 til sin død i 1963.